# Aldona Patycka
Aldona Barbara Patycka (ur. 30 września 1962 w Rzeszowie) – polska koszykarka występująca na pozycji rozgrywającej, multimedalistka mistrzostw Polski, po zakończeniu kariery zawodniczej trenerka koszykarska.

## Życiorys
Pochodzi ze sportowej rodziny. Jej ojciec, Władysław (1937–2008), uprawiał piłkę nożną i hokej w Stali Rzeszów. Następnie po zakończeniu kariery zawodniczej pełnił funkcję trenera i działacza klubowego. Jej mężem był piłkarz Marek Banaszkiewicz (1956–2000). Po śmierci małżonka wróciła do nazwiska panieńskiego. Jej syn, Patryk Banaszkiewicz, jest także piłkarzem, jak ojciec. 
30 czerwca 1987 uzyskała tytuł magistra pedagogiki na Wyższej Szkole Pedagogicznej w Krakowie.
Jest członkiem Komisji Rewizyjnej Krakowskiego Okręgowego Związku Koszykówki.
Jest oficerem policji z wykształcenia. 
Obecnie jest menadżerem sekcji koszykówki kobiet Politechniki Krakowskiej.

## Osiągnięcia

### Zawodnicze
Drużynowe
- Mistrzyni Polski (1984, 1985, 1988)
- Wicemistrzyni Polski (1983, 1987, 1992)
- Zdobywczyni pucharu Polski (1984)
- Uczestniczka rozgrywek Euroliga (1986 – TOP 12)

Reprezentacja
- Uczestniczka mistrzostw świata w maxikoszykówce +45 (2013 – 4. miejsce)[3]

### Trenerskie
- Wicemistrzostwo Małopolski juniorek starszych (2008)
- Turniej finałowy mistrzostw Polski juniorek (2007 – 13–16. miejsce)